# Résolution 1550 du Conseil de sécurité des Nations unies
Membres permanents
- Chine
- États-Unis
- France
- Royaume-Uni
- Russie

Membres non permanents
- Algérie
- Allemagne
- Angola
- Bénin
- Brésil
- Chili
- Espagne
- Pakistan
- Philippines
- Roumanie

Résolution no 1549 Résolution no 1551
La résolution 1550 du Conseil de sécurité des Nations unies fut adoptée le 29 juin 2004. 
Le conseil de sécurité demande aux parties d’appliquer la résolution 338 du 22 octobre 1973, de renouveler pour une période de six mois, soit jusqu’au 31 décembre 2004, le mandat de la Force des Nations unies chargée d’observer le dégagement et prie le Secrétaire général de lui présenter un rapport à la fin de la dite période.